# Sycoscapter
Sycoscapter is een geslacht van vliesvleugeligen uit de familie Pteromalidae. De wetenschappelijke naam van dit geslacht is voor het eerst geldig gepubliceerd in 1883 door Saunders.

## Soorten
Het geslacht Sycoscapter omvat de volgende soorten:
- Sycoscapter anceps Wiebes, 1981
- Sycoscapter arnottianus Abdurahiman & Joseph, 1976
- Sycoscapter australis (Froggatt, 1900)
- Sycoscapter bambeyi (Risbec, 1951)
- Sycoscapter cadenati (Risbec, 1951)
- Sycoscapter caelebs (Wiebes, 1975)
- Sycoscapter callosa (Abdurahiman & Joseph, 1975)
- Sycoscapter coccothraustes (Mayr, 1885)
- Sycoscapter comparabilis (Wiebes, 1981)
- Sycoscapter conocephalus Wiebes, 1964
- Sycoscapter cornutus Wiebes, 1981
- Sycoscapter dagatiguyi (Risbec, 1951)
- Sycoscapter excellens (Mayr, 1906)
- Sycoscapter forsteni (Joseph, 1957)
- Sycoscapter gajimaru (Ishii, 1934)
- Sycoscapter gibbus Saunders, 1883
- Sycoscapter guamensis (Fullaway, 1946)
- Sycoscapter guruti (Joseph & Abdurahiman, 1969)
- Sycoscapter hilli (Wiebes, 1966)
- Sycoscapter hirticola Balakrishnan, Abdurahiman & Joseph, 1982
- Sycoscapter hirtus (Wiebes, 1981)
- Sycoscapter huberi (Girault, 1919)
- Sycoscapter indicus (Joseph, 1953)
- Sycoscapter infectorius (Joseph, 1953)
- Sycoscapter inubiae (Ishii, 1934)
- Sycoscapter kathuriensis Priyadarsanan & Abdurahiman, 1997
- Sycoscapter keralensis (Abdurahiman & Joseph, 1975)
- Sycoscapter lomaensis (Wiebes, 1971)
- Sycoscapter longipalpus (Joseph, 1953)
- Sycoscapter miltoni (Girault, 1931)
- Sycoscapter moneres (Chen, 1999)
- Sycoscapter monilifer Westwood, 1883
- Sycoscapter montis Wiebes, 1971
- Sycoscapter nayoshorum Priyadarsanan, 2000
- Sycoscapter nervosae (Priyadarsanan, 2000)
- Sycoscapter niger (Risbec, 1951)
- Sycoscapter patellaris (Mayr, 1885)
- Sycoscapter philippinensis (Ashmead, 1904)
- Sycoscapter punctatus Abdurahiman & Joseph, 1975
- Sycoscapter raoi (Joseph, 1957)
- Sycoscapter religiosae (Wiebes, 1967)
- Sycoscapter remus (Wiebes, 1981)
- Sycoscapter reticulatus (Wiebes, 1966)
- Sycoscapter roxburghi (Joseph, 1957)
- Sycoscapter sebertianus (Masi, 1917)
- Sycoscapter senegalensis (Risbec, 1951)
- Sycoscapter simplex (Mayr, 1885)
- Sycoscapter sjostedti (Mayr, 1906)
- Sycoscapter stabilis (Walker, 1871)
- Sycoscapter subaeneus (Girault, 1915)
- Sycoscapter subtilis (Mayr, 1906)
- Sycoscapter tananarivensis (Risbec, 1956)
- Sycoscapter tibialis (Mayr, 1906)
- Sycoscapter trifemmensis (Joseph, 1957)
- Sycoscapter triformis Joseph, 1957
- Sycoscapter truncatus (Mayr, 1885)
- Sycoscapter varicilia (Girault, 1928)
- Sycoscapter vijayaii Priyadarsanan, 2000
- Sycoscapter wayanadensis (Priyadarsanan, 2000)
- Sycoscapter wiebesi Özdikmen, 2011